# Neues deutsches Märchenbuch
Neues deutsches Märchenbuch ist der Titel einer Märchensammlung von Ludwig Bechstein, die ab 1856 erschien. Sie ergänzte Bechsteins Deutsches Märchenbuch.
Bechstein geht im Vorwort auf die fließende Abgrenzung des Märchens, das örtlich unbestimmt und dessen Kernelement das Wunderbare ist, zu Sage und Legende ein. Letztere habe er hier ausgespart, ferner aus pädagogischen Gründen auf Motive böser Stiefmütter verzichtet. Alle Texte seien von ihm selbst bearbeitet, beruhten aber auf genannten mündlichen und schriftlichen Quellen.

## Einflüsse
Neues deutsches Märchenbuch enthält viele Sagen, Schwänke und Fabeln. Die Textvorlagen sind stärker von Bechstein bearbeitet als noch in Deutsches Märchenbuch. Im Vergleich zu Deutsches Märchenbuch ist der Einfluss von Grimms Märchen weniger deutlich, am ehesten bei Nr. 10, 23, 25. Von Johann Jacob Mussäus stammen Nr. 1, 11, 15, 21, 23, 25, von Ignaz und Josef Zingerle Nr. 2, 12, 14, 17, 24, 49, von Johann Wilhelm Wolf Nr. 4, 8, 9, 13, 18, 33, 34, 36, 48, aus Friedrich Heinrich von der Hagens Gesamtabenteuer Nr. 20, 22. Aus Antonius von Pforrs Das Buch der Beispiele der alten Weisen stammen Nr. 37, 38, 39, 40, 41, 42, 43, 44.

## Enthaltene Texte
Die Texte sind im Original ohne Nummerierung.
1. Aschenpüster mit der Wünschelgerte
2. Das Natterkrönlein
3. Das klagende Lied
4. Schneider Hänschen und die wissenden Tiere
5. Sonnenkringel
6. Der starke Gottlieb
7. Gevatterin Kröte
8. Seelenlos
9. Der undankbare Sohn
10. Das Hellerlein
11. Der schwarze Graf
12. Vom Büblein, das sich nicht waschen wollte
13. Das winzige, winzige Männlein
14. Die schlimme Nachtwache
15. Der gastliche Kalbskopf
16. Die scharfe Schere
17. Das tapfere Bettelmännlein
18. Zwergenmützchen
19. Der Wandergeselle
20. Marien-Ritter
21. Vom Knaben, der das Hexen lernen wollte
22. Die drei Wünsche
23. Die Kuhhirten
24. Das Unentbehrlichste
25. Der Fischkönig
26. Die Schlange mit dem goldnen Schlüssel
27. Die goldene Schäferei
28. Die verwünschte Stadt
29. Schab den Rüssel
30. Der redende Esel
31. Der fromme Ritter
32. Der wandernde Stab
33. Die Wünschdinger
34. Das blaue Flämmchen
35. Undank ist der Welt Lohn
36. Der fette Lollus und der magere Lollus
37. Die Adler und die Raben
38. Vom Hasen und dem Elefantenkönige
39. Von einem Hasen und einem Vogel
40. Von einem Einsiedel und drei Gaunern
41. Der listige Rabe
42. Der Dieb und der Teufel
43. Die verwandelte Maus
44. Der Raben Arglist und Rache
45. Die beiden Brüder
46. Schlange Hausfreund
47. Die Schlangenamme
48. Klare-Mond
49. Siebenhaut
50. Das Dukaten-Angele